# Glacera Belvedere
La Glacera Belvedere (italià: Ghiacciaio del Belvedere) és una Glacera de peudemont localitzada per sobre de Macugnaga en la Vall Anzasca, a la regió de Piemont. La glacera s'estén a la base de la cara est del Mont Rosa. Té aproximadament 2.200 metres sobre el nivell del mar en el seu punt més alt i acaba prop de l'Alp Burki sobre 1.800 metres. La glacera és majoritàriament coberta de roques.
La glacera és alimentada per les neus i glaceres al costat de l'est del Mont Rosa, incloent la glacera del Mont Rosa, no confondre amb el Mont Rosagletscher en el costat oest suís, de 4.500 metres, i també la glacera Nord delle Loccie en el costat nord de Punta delle Loccie (alemany: Punta Gruber, 3.497 m).
La glacera dona naixement a l'Anza, un afluent del riu Toce.